# The Pinch Hitter (película de 1925)
The Pinch Hitter es una 1925 película muda de comedia deportiva estadounidense dirigida por Joseph Henabery y protagonizada por Glenn Hunter y Constance Bennett. Es una adaptación de una película homónima de 1917, y que fue protagonizada por Charles Ray. Fue producida y distribuida por Associated Exhibitors. Una copia sobrevive.

## Elenco
- Glenn Hunter como Joel Martin
- Constance Bennett como Abby Nettleton
- Jack Drumier como Obadiah Parker
- Reginald Sheffield como Alexis Thornton
- Antrim Short como Jimmy Slater
- George Cline como el entrenador Nolan